# Strahinja Pavlović
Strahinja Pavlović (serbisch-kyrillisch Страхиња Павловић; * 24. Mai 2001 in Šabac) ist ein serbischer Fußballspieler. Der Innenverteidiger steht bei der AC Mailand unter Vertrag und ist Nationalspieler.

## Karriere

### Verein
Der in Šabac geborene Pavlović begann mit dem Fußballspielen beim lokalen Verein Savacium Šabac, bevor er sich im Jahr 2015 in die Nachwuchsabteilung des FK Partizan Belgrads wechselte. Im September 2018 unterschrieb er seinen ersten professionellen Vertrag bei den Crno-beli. Im Frühjahr 2019 drang er in die erste Mannschaft vor und gab am 23. Februar (23. Spieltag) beim 3:0-Heimsieg gegen den FK Proleter Novi Sad sein Debüt in der höchsten serbischen Spielklasse. In der Folge etablierte er sich rasch in der Startformation von Cheftrainer Žarko Lazetić und auch unter dessen Nachfolger Savo Milošević hielt er diesen Status inne. In dieser Spielzeit 2018/19 kam er in elf Ligaspielen zum Einsatz. Mit Partizan gewann er am 23. Mai durch einen 1:0-Sieg gegen den Rivalen Roter Stern Belgrad den nationalen Pokal.
In der folgenden Saison 2019/20 wurde er endgültig zum unverzichtbaren Stammspieler in der Innenverteidigung neben dem erfahrenen Bojan Ostojić. Anfang September 2019 unterzeichnete er einen neuen Fünfjahresvertrag bei Partizan. Am 6. Oktober 2019 (11. Spieltag) erzielte er bei der 1:2-Heimniederlage gegen den FK Voždovac sein erstes Tor im professionellen Fußball.
Am 18. Dezember 2019 wurde der Wechsel Pavlovićs zum französischen Erstligisten AS Monaco bekanntgegeben. Die Dienste des Innenverteidigers kosteten dem Innenverteidiger zehn Millionen Euro, welcher ihn mit einem 4-1/2-Jahres-Vertrag ausstattete. Die Spielzeit 2019/20 sollte er jedoch bei Partizan beenden, welche ihn bis zum 30. Juni 2020 ausliehen.
In der Saison 2020/21 gehörte er zunächst wieder zum Kader von AS Monaco, bestritt aber nur ein einziges Spiel am 20. Dezember 2020, wo er gegen Dijon FCO kurz vor Spielende eingewechselt wurde. Mitte Januar 2021 wurde Pavlović bis zum Ende der Saison an den belgischen Erstdivisionär Cercle Brügge ausgeliehen. Pavlović bestritt für Cercle 11 von 12 möglichen Ligaspiele, bei denen er ein Tor schoss, sowie eins von drei möglichen Pokalspiele.
Zur Saison 2021/22 kehrte er zum AS Monaco zurück. Erneut kam Pavlović hier nur sporadisch zum Einsatz und so lieh ihn Monaco im Februar 2022 der Schweizer Superligisten FC Basel bis zum Saisonende aus. In Basel kam er zu zehn Einsätzen in der Super League.
Zur Saison 2022/23 kehrte der Serbe nicht mehr nach Monaco zurück, sondern wechselte fest zum österreichischen Bundesligisten FC Red Bull Salzburg, bei dem er einen bis Juni 2027 laufenden Vertrag erhielt. In Salzburg absolvierte er insgesamt 50 Spiele in der Bundesliga, 2023 holte er mit den Bullen den Meistertitel. Im Juli 2024 wechselte Pavlović nach Italien zur AC Mailand, bei der er einen bis 2028 laufenden Vertrag erhielt.

### Nationalmannschaft
Von 2016 bis 2019 bestritt Pavlović insgesamt 21 Partien für diverse serbische Jugendauswahlen und erzielte dabei zwei Tore. Am 3. September 2020 gab er dann sein Debüt für die A-Nationalmannschaft im Rahmen der UEFA Nations League gegen Russland. Bei der 1:3-Niederlage in Moskau wurde er in der 65. Minute für Aleksandar Kolarov ausgewechselt. Seinen ersten Treffer erzielte Pavlović beim 1:1 im Testspiel gegen Jamaika am 7. Juni 2021.
2022 wurde er in den serbischen Kader für die WM berufen. Beim Turnier kam er dreimal zum Einsatz, mit Serbien schied er als Gruppenletzter in der Vorrunde aus. Bei einem 3:3-Remis gegen Kamerun erzielte er auch ein Tor. 2024 wurde er dann ebenfalls in den Kader für die EM berufen.

## Erfolge
- Serbischer Pokalsieger: 2019 (FK Partizan Belgrad)
- Österreichischer Meister: 2022/23 (FC Red Bull Salzburg)
- Italienischer Superpokalsieger: 2024/25 (AC Mailand)